# Retrato de hombre enfermo (Tiziano)
El Retrato de hombre enfermo es una pintura al óleo sobre tela atribuida a Tiziano y datada en 1515. Sus medidas son 81 x 60cm y se conserva en la Galeria Uffizi de Florencia.

## Historia
La obra tiene una inscripción que dice; "MDXIIIII AN. ETATIS XXI", es decir, año 1515 edad 21 años. Se conoce la historia de la pintura desde que perteneció a la colección de Leopoldo de Médici a cuya muerte las obras fueron a parar a las grandes colecciones ducales y más tarde a los Uffizi y a otros museos de Florencia.
En los inventarios más antiguos, hasta 1769, es atribuido a Leonardo da Vinci, después a Sebastiano del Piombo (1797) y desde 1880 a 1890 al círculo Lorenzo Lotto. Adolfo Venturi (historiador de arte) y Bernard Berenson desecharon el nombre de Piombo y diversos historiadores empezaron a apuntar a Tiziano como posible autor. Pero fue en 1975, que se llevó a cabo una restauración en el cuadro, cuando se pudo asegurar la autoría del maestro italiano y reveló la alta calidad de la obra.
El sujeto representado en el retrato sirvió de inspiración para el protagonista de un relato de Giovanni Papini titulado "La última visita del gentilhombre enfermo" (de la colección de trece relatos "La tragedia cotidiana" de 1906). Este relato fue, a su vez, incluido en la Antología de la literatura fantástica y en la selección El espejo que huye de La Biblioteca de Babel de Siruela, ambos seleccionados por Jorge Luis Borges.

## Descripción y estilo
Sobre un fondo oscuro, olivastro, se observa el busto de un hombre con el pecho ligeramente vuelto a la derecha y el rostro girado tres cuartos a la izquierda. Lleva puesto un birrete negro, sobre los hombros un amplio manto de piel, guantes y las manos apoyadas sobre un hipotético parapeto a la altura del borde inferior. Típico de la moda del Cinquecento luce barba y bigote que junto al pelo negro enmarca su rostro. Por su expresión melancólica y piel pálida, junto a un cierto aire de inquietud, siempre ha sido conocido como el "Hombre enfermo", aunque no existe ninguna evidencia que corrobore tal cosa.     
El hombre se ha tratado de identificar como Claudio Tolomei pero esta hipótesis no ha sido mayoritariamente aceptada.